# 생각의 함정: 무엇이 우리의 판단을 지배하는가
《생각의 함정: 무엇이 우리의 판단을 지배하는가》는 인문학 장르의 도서로서, 자카리 쇼어(Zachary Shore)가 지었다. 대한민국판은 2009년 9월 15일에 출간되었다.

## 저자
자카리 쇼어는 2009년 현재 미국 해군사관학교 국가 안보 전략교수, 버클리대학 유럽학 연구소장에 재직중이다. 대표적인 그의 저서로는 《What Hitler Knew》, 《Breeding Bin Laden》이다.

## 주요 내용
책에는 인간이 생각하는 과정에서 실수하기 쉬운 여러 가지 유형, 각 유형에 대한 사고의 전개 과정, 문제 해결 방식 등을 다루고 있다. 이에 대한 이해를 쉽게 하기 위해 여러 과거의 인물, 역사, 심리학적 사례 등을 근거로 들고 있다.